# Вишеу-де-Сус
Вишеу-де-Сус[уточнить] (рум. Vişeu de Sus, венг. Felsővisó, нем. Oberwischau) — город в Румынии, в жудеце Марамуреш.

## Население
На 2007 год население города составляет 16698 человек.
Город находится в холмистой местности, и большинство людей живут в долинах:
- Ţipţerai and Valea Poieniţei
- Valea Vinului (1000 жителей)
- Valea Vaserului (800 жителей)
- Valea Peştilor (500 жителей)
- Valea Scradei (700 жителей)
- Vişeu de Mijloc (1900 жителей)
- Valea Botoaia, Arşiţa (500 жителей)
- Rădeasa (900 жителей)

## Галерея
- Одна из улиц в центре города.

## Города-побратимы
- Цуг (Швейцария)
- Фюрстенфельд (Австрия)
- Верховина (Украина)